# Coma-sema
Coma-sema o Coma Sema, és una possessió que pertany al terme municipal de Bunyola, situada a la vall d'Orient, a l'illa de Mallorca. Confronta amb Son Vidal, Son Terrassa, Solleric (Alaró), Tossals Verds, es Colomer, el torrent de sa Foradada, Binimorat i Cúber. Té incorporada l'antiga possessió de Son Montserrat. La seva extensió supera les mil quarterades

## El nom
El nom és un compost de coma procedent del llatí CUMBA 'petita vall amb forma còncava' i sema del llatí vulgar SEMUS 'mancat, xapat. mínvol', que procedia del llatí clàssic SEMI, sols usat com a primer terme en mots composts. El significat del topònim és de 'coma migpartida, xapada'. Les primeres formes documentades són Sama Coma (1236), Sema Coma (1239), Sama Coma (1241), en la forma llatinitzada Semam Cumbam (1246), Coma Sema (1250).

## El clima

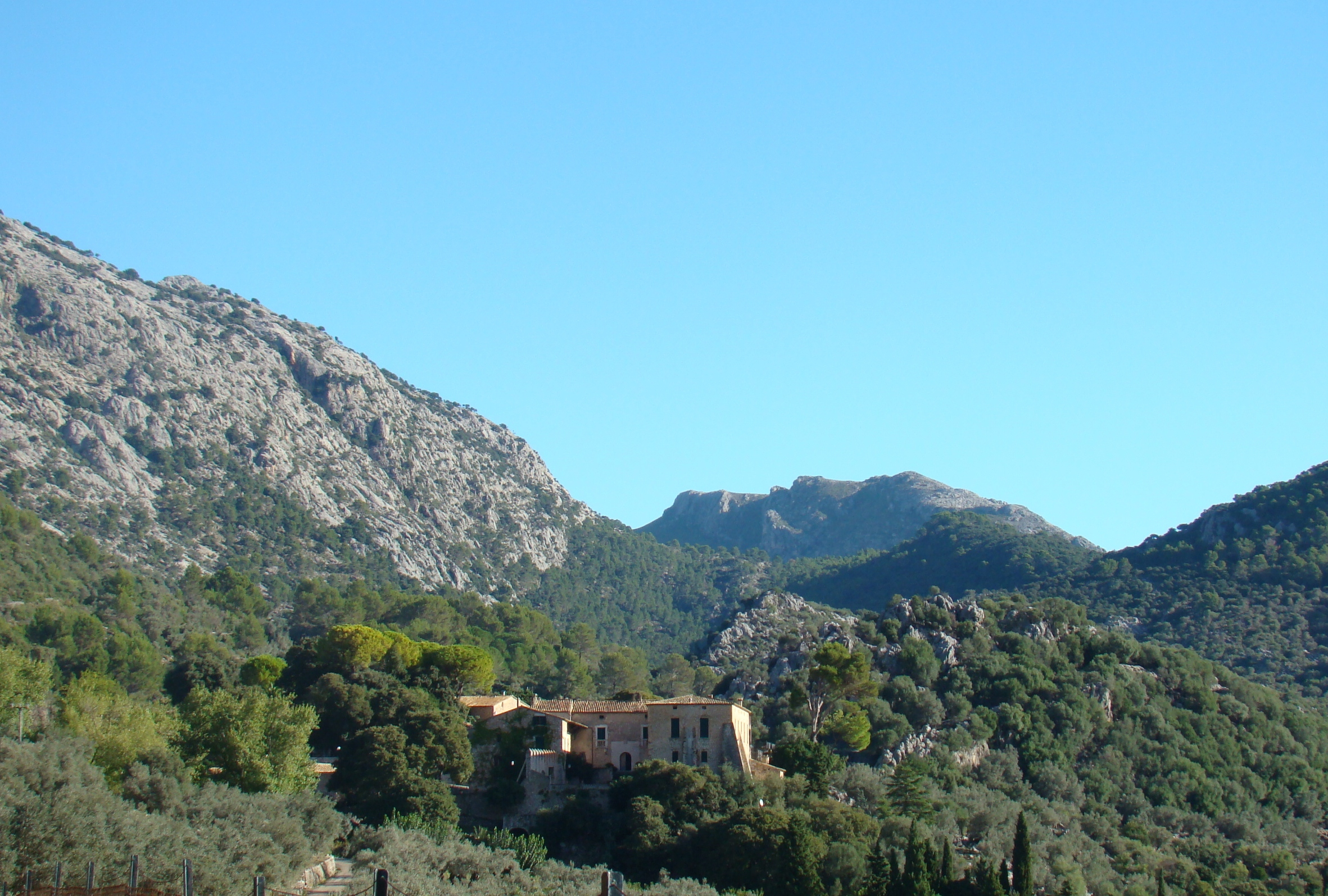
Cases de Coma-sema, amb la mola dels Tossals Verds al darrere

El clima és mediterrani: estius secs i càlids i hiverns humits i temperats. Per la seva situació a la Serra de Tramuntana presenta les característiques de la muntanya mallorquina, amb unes temperatures mitjanes inferiors a les del Pla i un règim de pluges superior. En el període 1996-2006 la mitjana de precipitació anual a Coma-sema va ser de 921 mm. (a Palma en el mateix període la precipitació va ser de 431,7 mm. i a Lluc de 1.315,1 mm.).
Atesa l'altitud en què es troba part de la propietat (sa Rateta 1.113 m i na Franquesa 1.056 m) la neu no és un fet inusual. En el perímetre de Coma-sema hi ha dues cases de neu. Cal destacar el caràcter torrencial de part de les precipitacions, sobretot a la tardor. Pel que fa a les temperatures (registre de Son Vidal, a poca distància de Coma-sema) es constata en el període 1996-2006 una temperatura mitjana de 15 °C (Palma: 18,6 °C i LLuc: 14,2 °C).

## Història

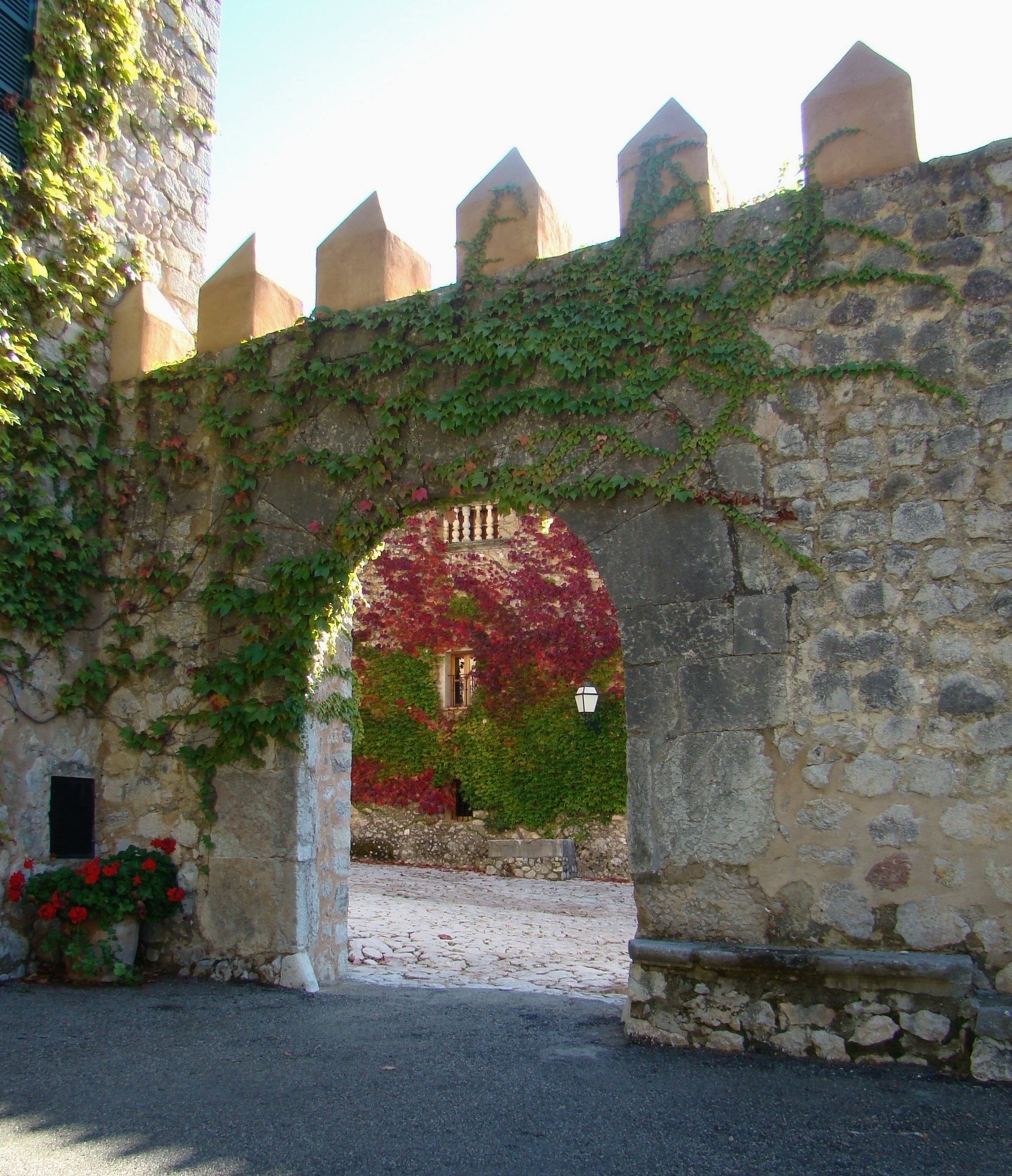
Portal d'entrada a la clastra de Coma-sema

La seva propietat ha estat vinculada, des de la conquesta de Mallorca, a les famílies Eixea, Galiana, Verí, Castrovell, Eimeric i, a la segona meitat del segle xiv, a la família Palou de Coma-sema. Durant les revoltes populars del segle xv (Revolta Forana) Guillem Palou de Coma-sema prengué partit pels grups oligàrquics i tal cosa li reportà l'animadversió dels revoltats que li incendiaren el casal i li bateren les collites, mentre ell es va haver de refugiar a la muntanya. A la Guerra de les Germanies Jaume Palou de Coma-sema també s'oposà als agermanats i la possessió va ser refugi de molts de mascarats.
Després Coma-sema passà a la família Coll "de Can Barra d'Or" i més tard als Fortuny Coll i d'aquests als Fortuny Salas.

## Les cases
Les cases de la possessió tenen certs trets exteriors de castell o de fortalesa. Tenen oratori particular, documentat a la primeria del segle xviii, dedicat a la Verge del Rosari, amb un petit retaule del segle xvi.

## Usos i activitats econòmiques
Com altres possessions de la Serra de Tramuntana una part important de la seva extensió es troba amargenada amb marges de pedra seca i dedicada des de fa segles al conreu de l'olivera. Té un hort amb arbres fruiters (pomeres), conradissos dedicats als cereals i les pastures, i un gran bosc.